# Oricourt
Cet article possède des paronymes, voir Ricourt, Haricourt, Héricourt, Omécourt, Omicourt et Oriocourt.
Oricourt est une commune française située dans le département de la Haute-Saône, la région culturelle et historique de Franche-Comté et la région administrative Bourgogne-Franche-Comté.
Son territoire comprend une colline sur le flanc nord de laquelle le village est construit. Son altitude varie de 278 à 393 mètres, la mairie se situant à 344 mètres. La commune fait partie des collines pré-jurassiennes et comprend une grande partie de forêt.
L'histoire de la commune est marquée par la présence d'un fief. Elle est connue pour son château fort ; le tourisme y est assez développé.

## Géographie

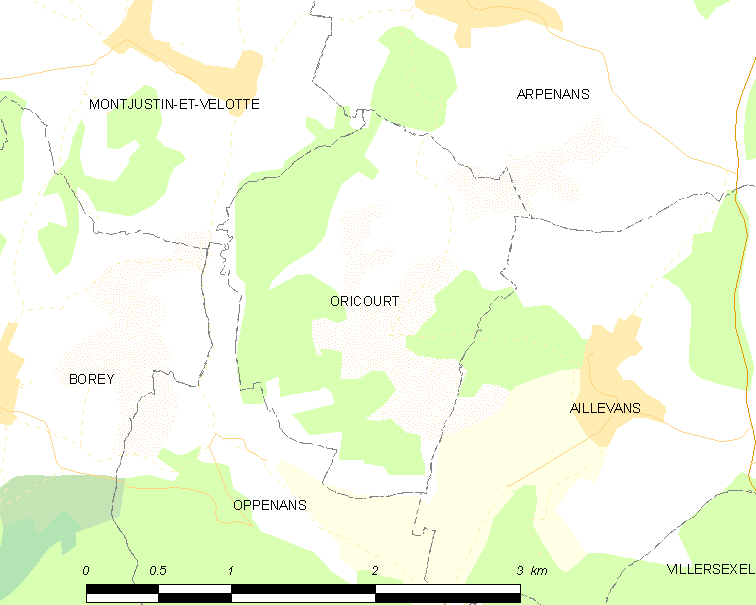
Le territoire communal dans son contexte local.

### Situation
Oricourt se trouve au sud-est de l'arrondissement de Lure. Elle est située au sud de la Haute-Saône en région Bourgogne-Franche-Comté, dans l'est de la France. Les villes les plus proches sont Lure (12 km), Vesoul (17 km) et Héricourt (27 km).

### Topographie
Le village est bâti sur les hauteurs d'un petit massif. L'altitude varie de 278 à 393 mètres.

### Hydrographie
Le ruisseau du Pré de la Croix s'écoule au nord de la commune et rejoint le Lauzin qui longe la commune à l'ouest, ensemble ils vont ensuite se jeter dans l'Ognon . Une source d'eau potable est captée.

### Géologie
Oricourt est construite sur le plateau de Haute-Saône, sur un sol daté du Trias supérieur et moyen recouvert d'alluvions du Quaternaire près des cours d'eau. La commune se trouve dans le voisinage immédiat du bassin houiller keupérien de Haute-Saône, notamment exploité pour son gypse, son sel gemme (sous forme de saumure) et sa houille à Vy-lès-Lure, Gouhenans, Mélecey ou encore Saulnot, elle est construite sur le gisement de schiste bitumineux de Haute-Saône daté du Toarcien.

### Climat
Pour des articles plus généraux, voir Climat de la Bourgogne-Franche-Comté et Climat de la Haute-Saône.
En 2010, le climat de la commune est de type climat de montagne, selon une étude du Centre national de la recherche scientifique s'appuyant sur une série de données couvrant la période 1971-2000. En 2020, Météo-France publie une typologie des climats de la France métropolitaine dans laquelle la commune est exposée à un climat semi-continental et est dans la région climatique  Lorraine, plateau de Langres, Morvan, caractérisée par un hiver rude (1,5 °C), des vents modérés et des brouillards fréquents en automne et hiver. 
Pour la période 1971-2000, la température annuelle moyenne est de 9,7 °C, avec une amplitude thermique annuelle de 17,2 °C. Le cumul annuel moyen de précipitations est de 1 136 mm, avec 14,1 jours de précipitations en janvier et 10,4 jours en juillet. Pour la période 1991-2020, la température moyenne annuelle observée sur la station météorologique de Météo-France la plus proche, « Villersexel Sa », sur la commune de Villersexel à 6 km à vol d'oiseau, est de 10,8 °C et le cumul annuel moyen de précipitations est de 1 037,9 mm. 
La température maximale relevée sur cette station est de 38,4 °C, atteinte le 8 août 2003 ; la température minimale est de −19,4 °C, atteinte le 20 décembre 2009,,. 
Les paramètres climatiques de la commune ont été estimés pour le milieu du siècle (2041-2070) selon différents scénarios d'émission de gaz à effet de serre à partir des nouvelles projections climatiques de référence DRIAS-2020. Ils sont consultables sur un site dédié publié par Météo-France en novembre 2022.

### Faune et flore
Villersexel est couverte d'une forêt de feuillus comprise entre l'étage collinéen et l'étage montagnard du massif du Jura. La commune compte 8 espèces indigènes (Platanthera bifolia, Orchis mascula, Lathyrus, Neottia nidus-avis , Himantoglossum hircinum, Anacamptis pyramidalis, Anacamptis morio, Sus scrofa Linnaeus et Capreolus capreolus).

## Urbanisme

### Typologie
Au 1er janvier 2024, Oricourt est catégorisée commune rurale à habitat très dispersé, selon la nouvelle grille communale de densité à sept niveaux définie par l'Insee en 2022.
Elle est située hors unité urbaine. Par ailleurs la commune fait partie de l'aire d'attraction de Lure, dont elle est une commune de la couronne,. Cette aire, qui regroupe 33 communes, est catégorisée dans les aires de moins de 50 000 habitants,.

### Occupation des sols
L'occupation des sols de la commune, telle qu'elle ressort de la base de données européenne d’occupation biophysique des sols Corine Land Cover (CLC), est marquée par l'importance des territoires agricoles (57,1 % en 2018), une proportion identique à celle de 1990 (57,1 %). La répartition détaillée en 2018 est la suivante : 
forêts (42,9 %), prairies (31,8 %), zones agricoles hétérogènes (24,9 %), terres arables (0,4 %). L'évolution de l’occupation des sols de la commune et de ses infrastructures peut être observée sur les différentes représentations cartographiques du territoire : la carte de Cassini (XVIIIe siècle), la carte d'état-major (1820-1866) et les cartes ou photos aériennes de l'IGN pour la période actuelle (1950 à aujourd'hui).

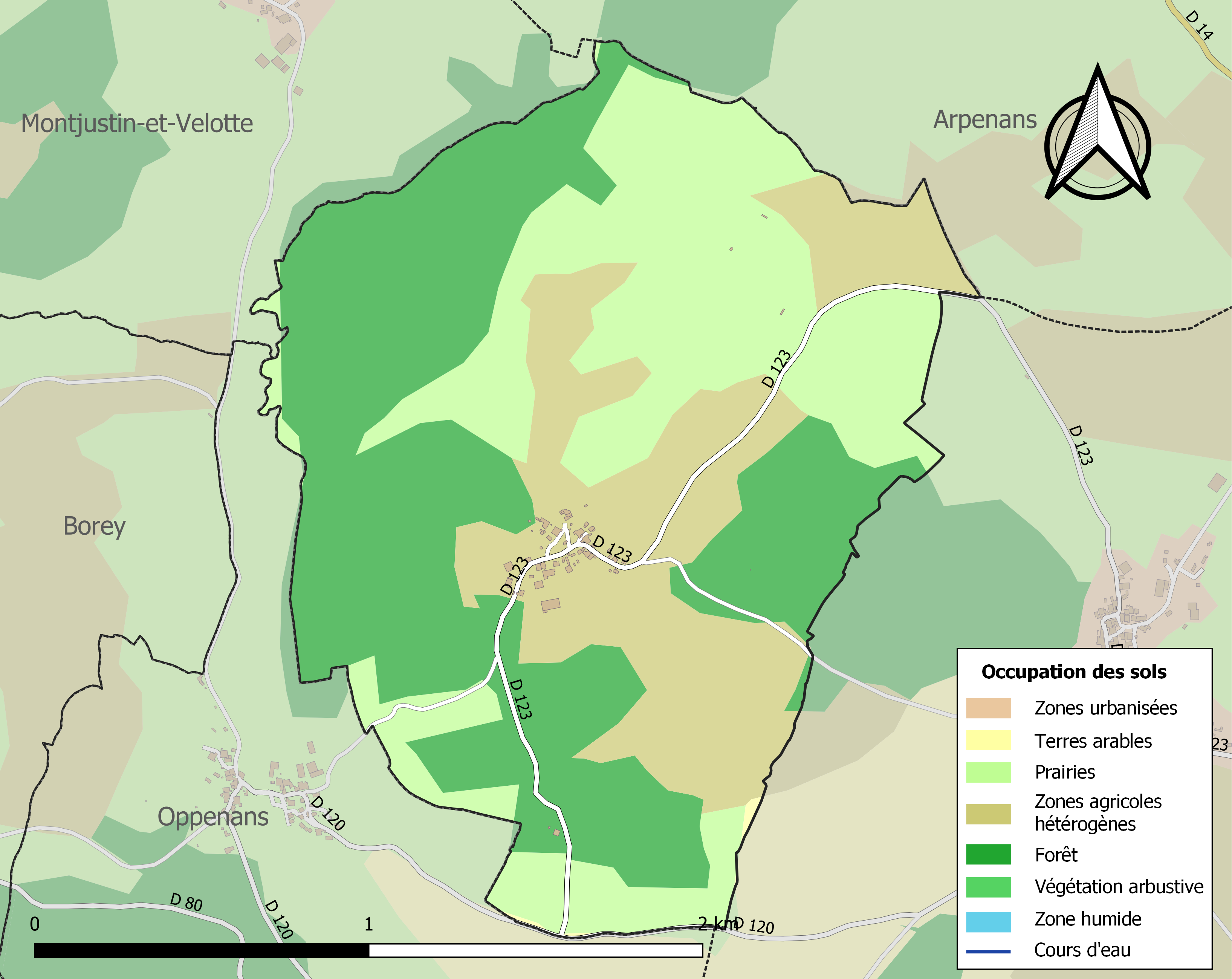
Carte des infrastructures et de l'occupation des sols de la commune en 2018 (CLC).

### Morphologie et urbanisme
Oricourt est un village de campagne qui fait partie du SCOT du pays des Vosges saônoises.

### Logement
En 2016, le nombre total de logements à Oricourt était de 24 dont 18 résidences principales, 3 résidences secondaires et logements occasionnels et 3 logements vacants. La commune totalisait 21 maisons et 1 appartement. La proportion des résidences principales, propriétés de leurs occupants était de 94,4 %, en 2016. Il n'existe pas de logements HLM.

### Risques naturels et technologiques
La commune est installée sur une zone sismique de niveau 3. Il existe des risques géologiques localisés à cause de la présence de cavités minières (possibilités de mouvements de terrains miniers). Il existe également des risques liés au transport de matières dangereuses.

### Transport et voies de communications
La commune est située à proximité du passage de la LGV Rhin-Rhône, la gare la plus proche est celle de Belfort - Montbéliard, située à 38 km. La gare de Lure est établie à 12 km, sur la ligne de Paris-Est à Mulhouse-Ville.
La commune est traversée par la départementale 123 reliée à un axe plus importants : la départementale 486 qui relie la double-voie expresse E54 et la nationale 19 à l'autoroute A36.

## Toponymie
Le nom de la localité est attesté sous les formes Orrecortis (1157), Aureacurtis et Aurea corte (1170), Oirecour et Oricort (1256), Oricourt (depuis 1793).
Ernest Nègre voit dans le nom d'Oricourt l'anthroponyme germanique Alricus, suivi de cortem issu du latin classique cohort « cour de ferme, domaine » ; Oricourt signifierait donc le « domaine d'Alricus ».
Le nom d'Oricourt fut porté par la famille de seigneur propriétaire du château fort.

## Histoire

### Moyen Âge

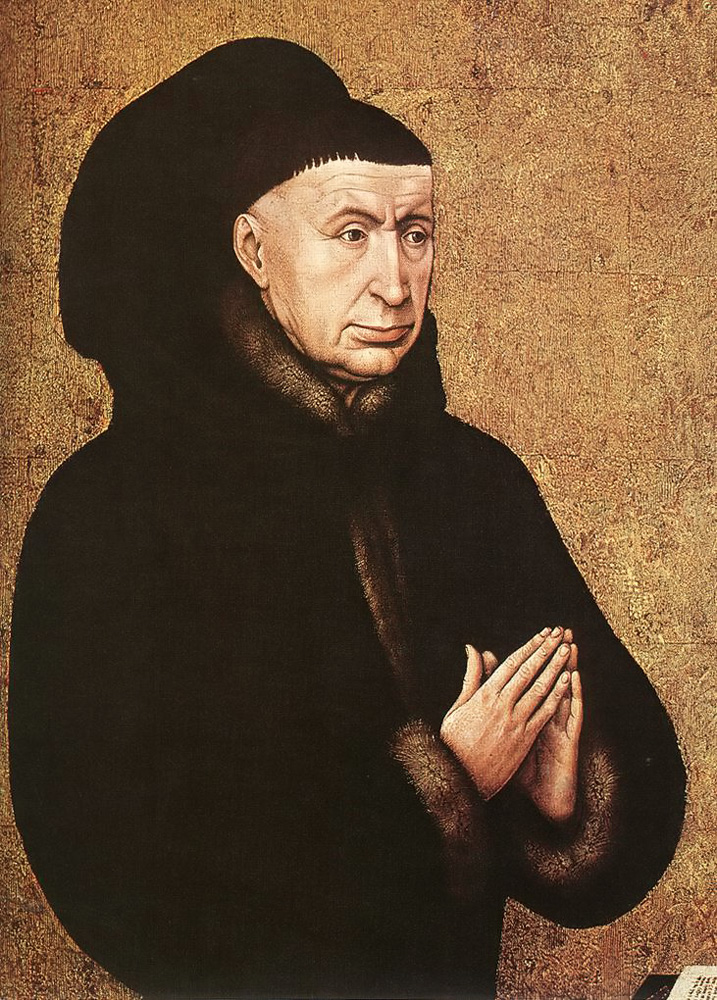
Le chancelier Rollin, seigneur d'Oricourt, peint en 1443 par Rogier van der Weyden.

La première mention d'Oricourt dans les textes date de 1156. En 1170, un différend éclate entre Gaucher d'Oricourt et l'abbaye de Bellevaux ; Amédée II de Montfaucon intervient alors comme médiateur et se porte garant de Gaucher.
Le fief d’Oricourt était très réduit au XIIIe siècle, et comportait le territoire des communes actuelles d'Oricourt, Oppenans, plus une partie d'Aillevans, Arpenans, Borey et Moimay[réf. nécessaire].
En 1406, les terres appartiennent à Jean de Blamont issue d'une famille originaire de Lorraine ayant fait des alliances dans le comté de Bourgogne. Ces terres intègrent par la suite la seigneurie de Montjustin,. Nicolas Rolin, chancelier du duc de Bourgogne, en devient propriétaire en 1435.

### Temps modernes
Des terriers sont rédigés en 1464, 1548 puis de 1607 à 1614 pour établir les droits des seigneurs et des habitants dans la circonscription du village.

### Époque contemporaine
Une carrière exploitée du calcaire daté du Jurassique au milieu du XIXe siècle.
Oricourt a été réuni à Aillevans en 1807 et est redevenue une commune en 1819.

## Politique et administration

Carte départementale représentant en rouge la communauté de communes du Pays de Villersexel.

### Rattachements administratifs et électoraux
La commune fait partie de l'arrondissement de Vesoul du département de la Haute-Saône,  en région Bourgogne-Franche-Comté. Pour l'élection des députés, elle dépend de la deuxième circonscription de la Haute-Saône.
Elle fait partie depuis 1790 du canton de Villersexel. Dans le cadre du redécoupage cantonal de 2014 en France, le canton s'est agrandi, passant de 32 à 47 communes.

### Intercommunalité
La commune s'est associée avec d'autres dès 1965 dans le cadre d'un syndicat intercommunal à vocation multiple (SIVOM), prédécesseur de l'actuelle communauté de communes du Pays de Villersexel, dont elle demeure membre.

### Liste des maires

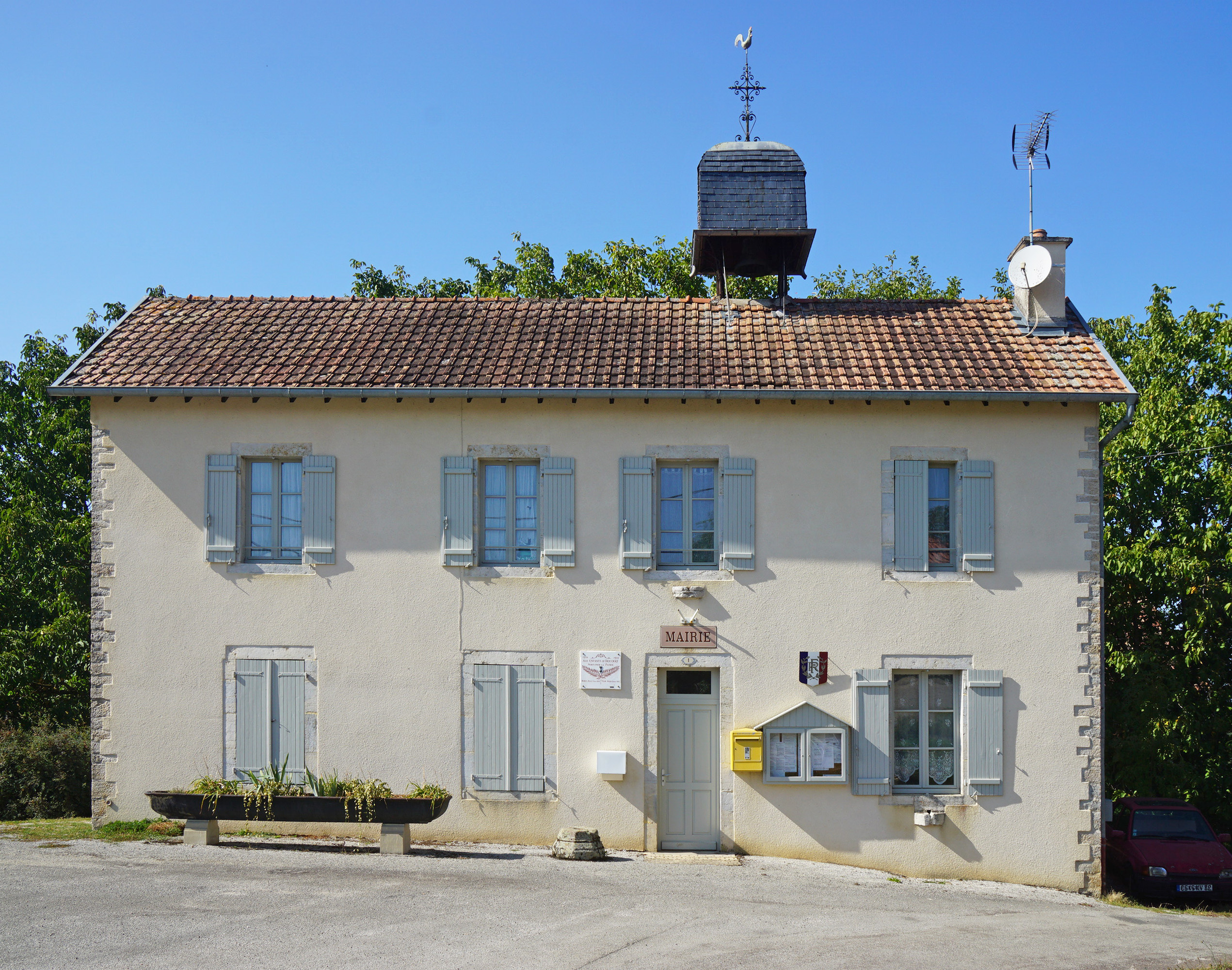
La mairie.

| Période                                  | Période                   | Identité             | Étiquette | Qualité |
| ---------------------------------------- | ------------------------- | -------------------- | --------- | ------- |
| Les données manquantes sont à compléter. |                           |                      |           |         |
| mars 2001                                | mars 2008                 | André Lonchampt      |           |         |
| mars 2008                                | mai 2020                  | Sylvain Morisot      |           |         |
| mai 2020                                 | En cours (au 6 juin 2020) | Séverine Courvoisier |           |         |

## Population et société

### Démographie
L'évolution du nombre d'habitants est connue à travers les recensements de la population effectués dans la commune depuis 1793. Pour les communes de moins de 10 000 habitants, une enquête de recensement portant sur toute la population est réalisée tous les cinq ans, les populations de référence des années intermédiaires étant quant à elles estimées par interpolation ou extrapolation. Pour la commune, le premier recensement exhaustif entrant dans le cadre du nouveau dispositif a été réalisé en 2007.

En 2022, la commune comptait 34 habitants, en évolution de −10,53 % par rapport à 2016 (Haute-Saône : −1,4 %, France hors Mayotte : +2,11 %).
| 1793 | 1800 | 1806 | 1821 | 1831 | 1836 | 1841 | 1846 | 1851 |
| ---- | ---- | ---- | ---- | ---- | ---- | ---- | ---- | ---- |
| 186  | 185  | 194  | 202  | 200  | 190  | 210  | 178  | 180  |

| 1856 | 1861 | 1866 | 1872 | 1876 | 1881 | 1886 | 1891 | 1896 |
| ---- | ---- | ---- | ---- | ---- | ---- | ---- | ---- | ---- |
| 177  | 176  | 173  | 159  | 150  | 140  | 126  | 122  | 117  |

| 1901 | 1906 | 1911 | 1921 | 1926 | 1931 | 1936 | 1946 | 1954 |
| ---- | ---- | ---- | ---- | ---- | ---- | ---- | ---- | ---- |
| 122  | 115  | 107  | 88   | 89   | 82   | 75   | 59   | 49   |

| 1962 | 1968 | 1975 | 1982 | 1990 | 1999 | 2006 | 2007 | 2012 |
| ---- | ---- | ---- | ---- | ---- | ---- | ---- | ---- | ---- |
| 38   | 43   | 29   | 26   | 28   | 28   | 31   | 31   | 38   |

| 2017 | 2022 | - | - | - | - | - | - | - |
| ---- | ---- | - | - | - | - | - | - | - |
| 38   | 34   | - | - | - | - | - | - | - |

### Manifestations culturelles et festivités
Le château a  accueilli en septembre 2016 son premier festival de jazz de l'association BledArt.

## Économie
En 2016, la population âgée de 15 à 64 ans s'élevait à 21 personnes, parmi lesquelles on comptait 81,0 % d'actifs dont 52,4 % ayant un emploi et 28,6 % de chômeurs contre 10,5 % en 2011.
On comptait trois emplois dans la zone d'emploi, chiffre stable depuis 2011. Le nombre d'actifs ayant un emploi résidant dans la zone d'emploi étant de 11, l'indicateur de concentration d'emploi est de 27,3. Le taux d'activité parmi les 15 ans ou plus a atteint 48,6 % en 2016.
Au 31 décembre 2014, Oricourt comptait trois établissements, le premier dans l'agriculture (l’élevage bio du Sépoix), le deuxième dans le commerce divers et le troisième dans le secteur administratif.
L'agriculture communale est dominée par le polyélevage tandis que les alentours sont davantage orientés vers l'élevage bovin pour la production de lait de vache.

## Culture locale et patrimoine

### Lieux et monuments

#### Le château médiéval
Le château d'Oricourt, datant des XIIe, XVe, XVIIIe et XIXe siècles, propriété privée, est le château fort le mieux conservé de Franche-Comté.
Entouré par de profonds fossés, il est protégé par deux enceintes complétées de deux hautes tours carrées de plus de 25 mètres, d'une tourelle intermédiaire, de la tour dite « des latrines » et d'un moineau. La première enceinte enserre la basse-cour avec ses bâtiments de ferme, et la deuxième la haute-cour avec ses habitations primitives. Dans cette dernière, on trouve des caves, une boulangerie, des galeries, une tourelle d'escalier, un puits de 2 mètres de diamètre et 22 mètres de profondeur, une citerne, une vaste salle à manger et une chapelle dont la restauration et l'ouverture au public est programmée. Le donjon, primitivement bien plus haut qu'aujourd'hui, a été transformé au XVIIIe siècle avec le percement de grandes fenêtres et la construction d'une immense charpente et toiture très aiguë.
Hors les murs côté village se situe le colombier du château, bâti en 1690 et comportant encore l'ensemble de ses boulins en torchis, accessibles grâce à une échelle tournante récemment restaurée. Il a remplacé un premier pigeonnier situé en contrebas de la forteresse à proximité de la "cuve", rare puisoir médiéval encore en eau aujourd'hui, qui alimentait le potager du château.
Le plus illustre propriétaire que le château ait connu fut Nicolas Rolin, chancelier de Bourgogne, au XVe siècle, fondateur des hospices de Beaune et immortalisé par Jan Van Eyck dans : « La Vierge du chancelier Rolin » conservé au Louvre.

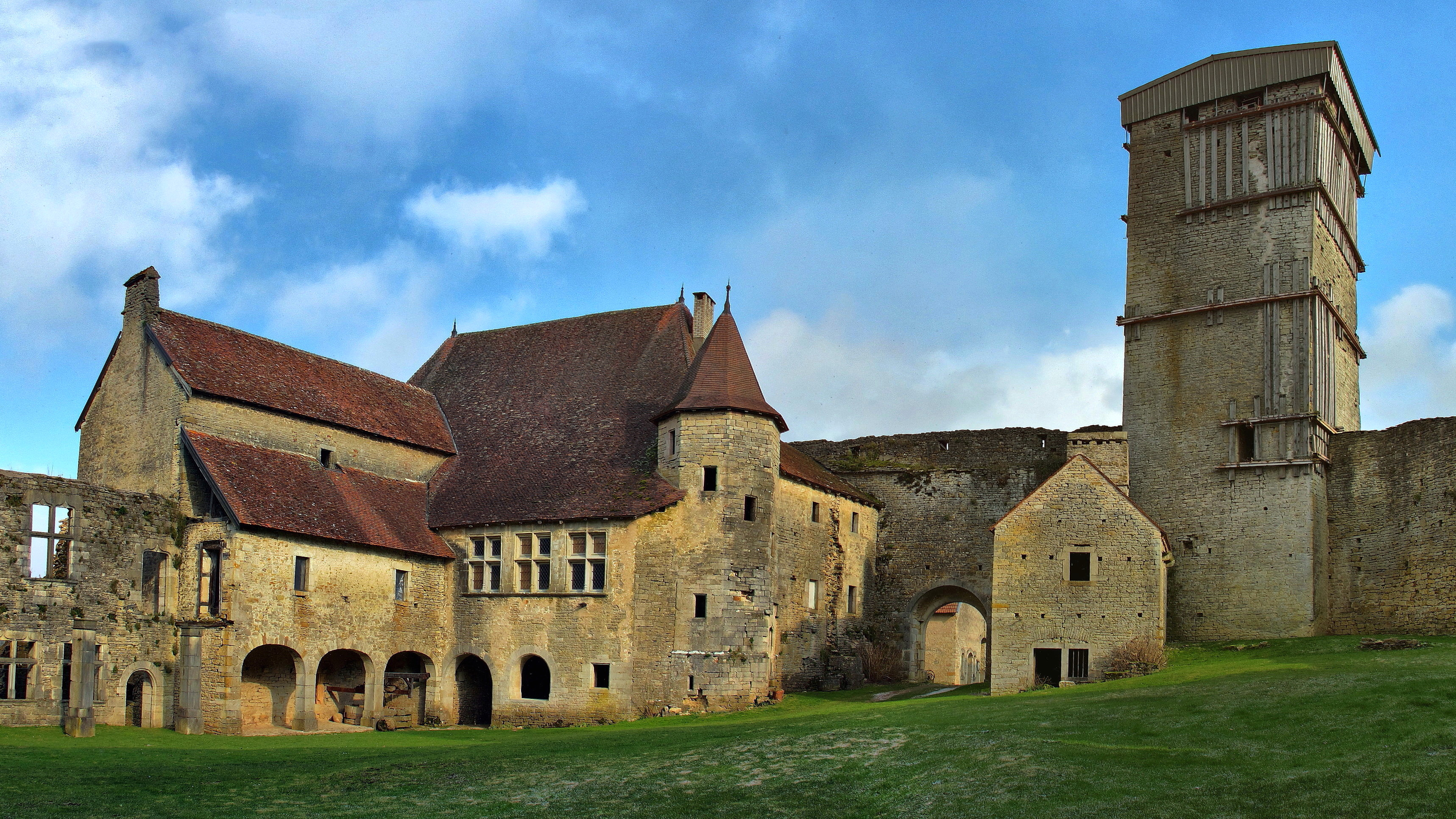
La haute cour du château.
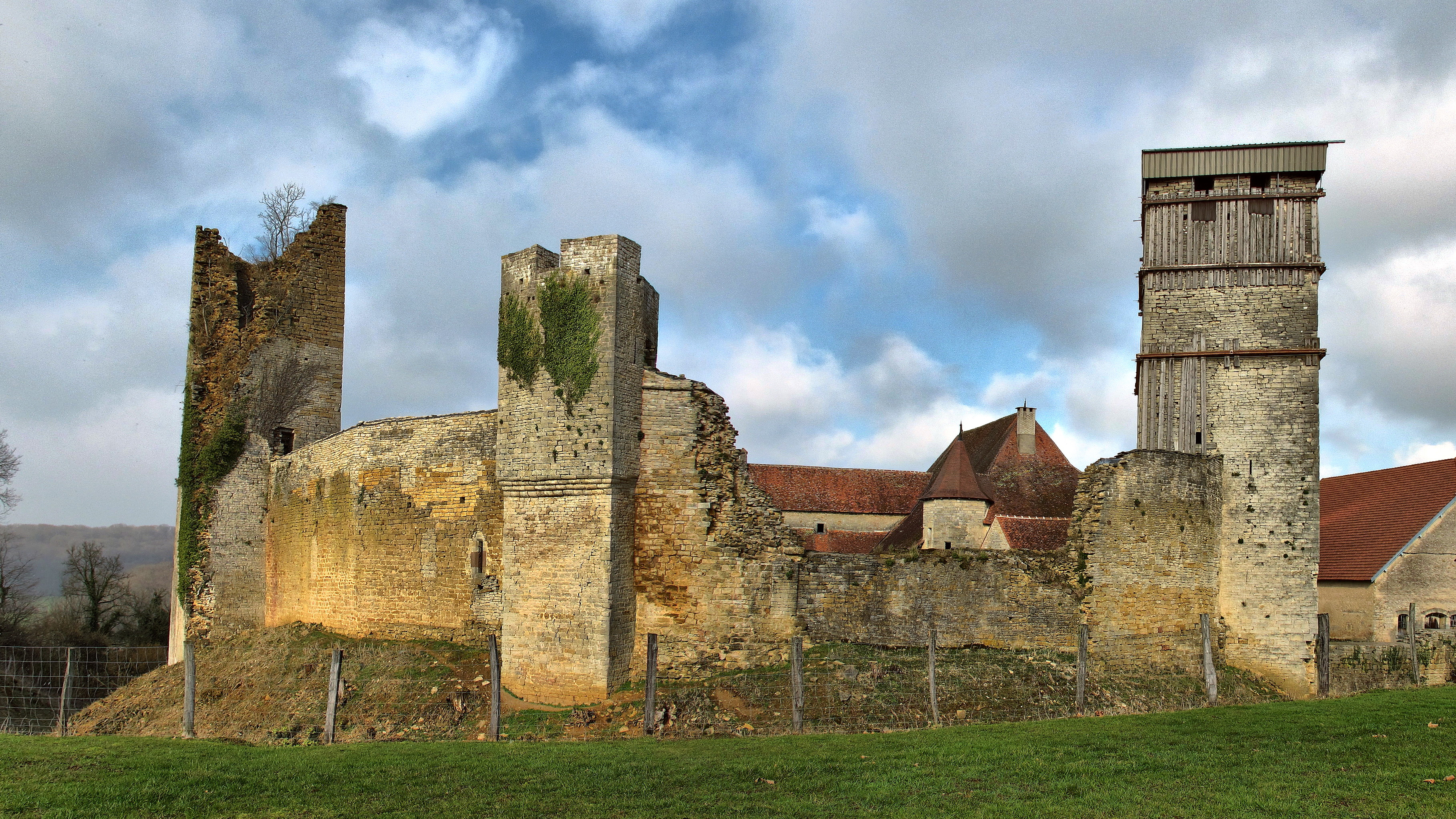
Les courtines et les tours du château.
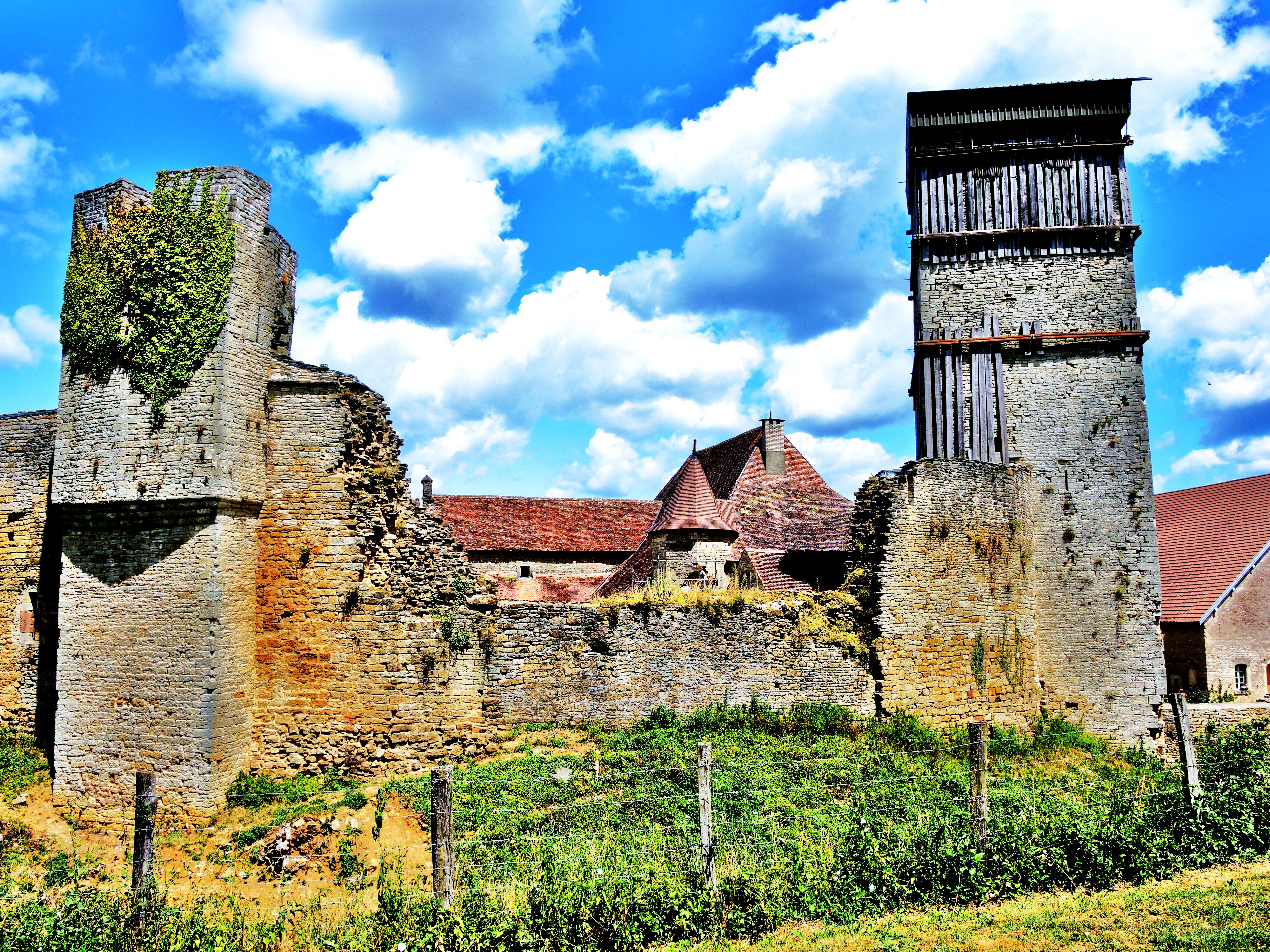
Muraille sud du château d'Oricourt.
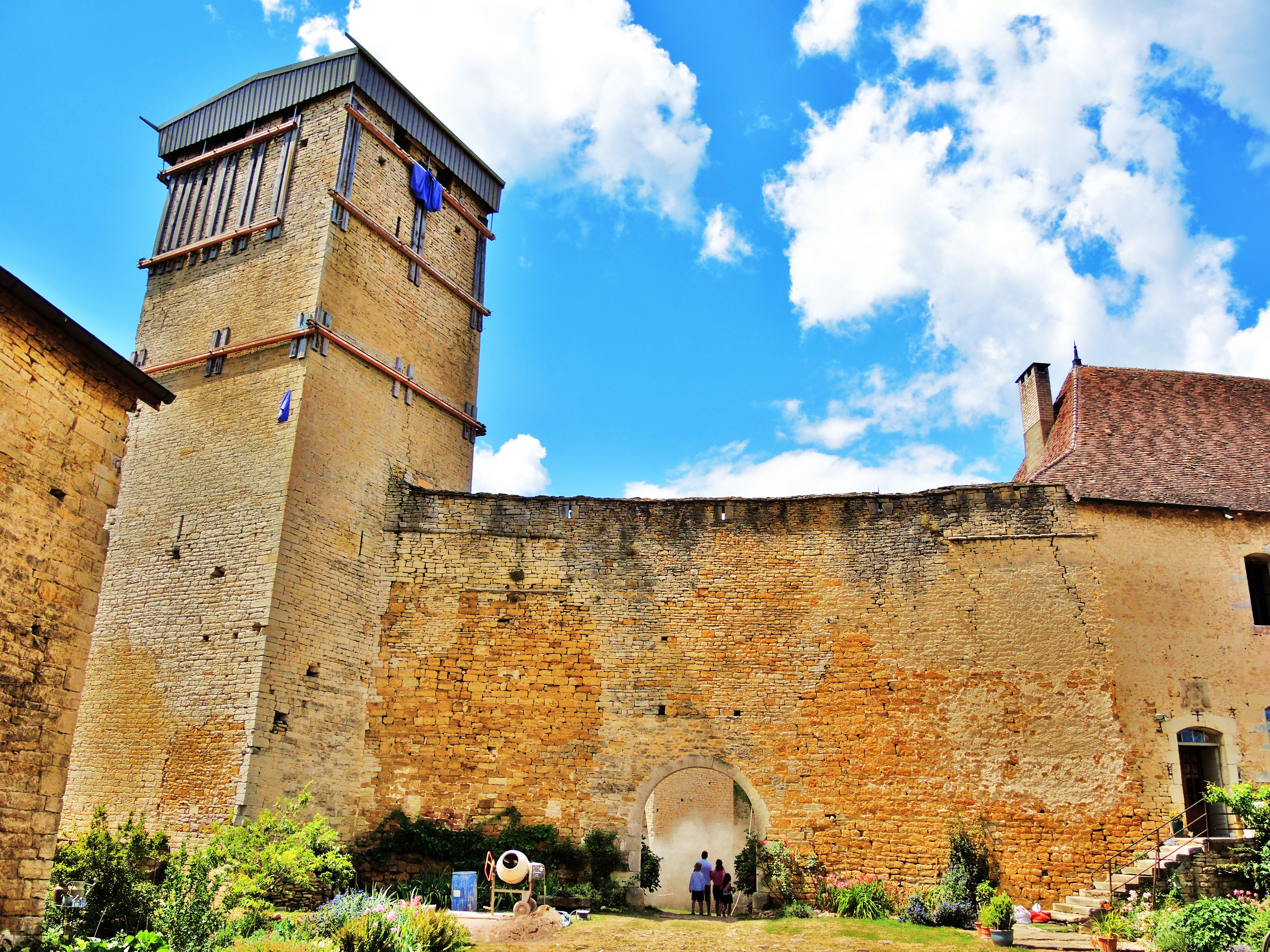
Muraille est et porte d'entrée dans la haute cour du château d'Oricourt.

#### La mairie

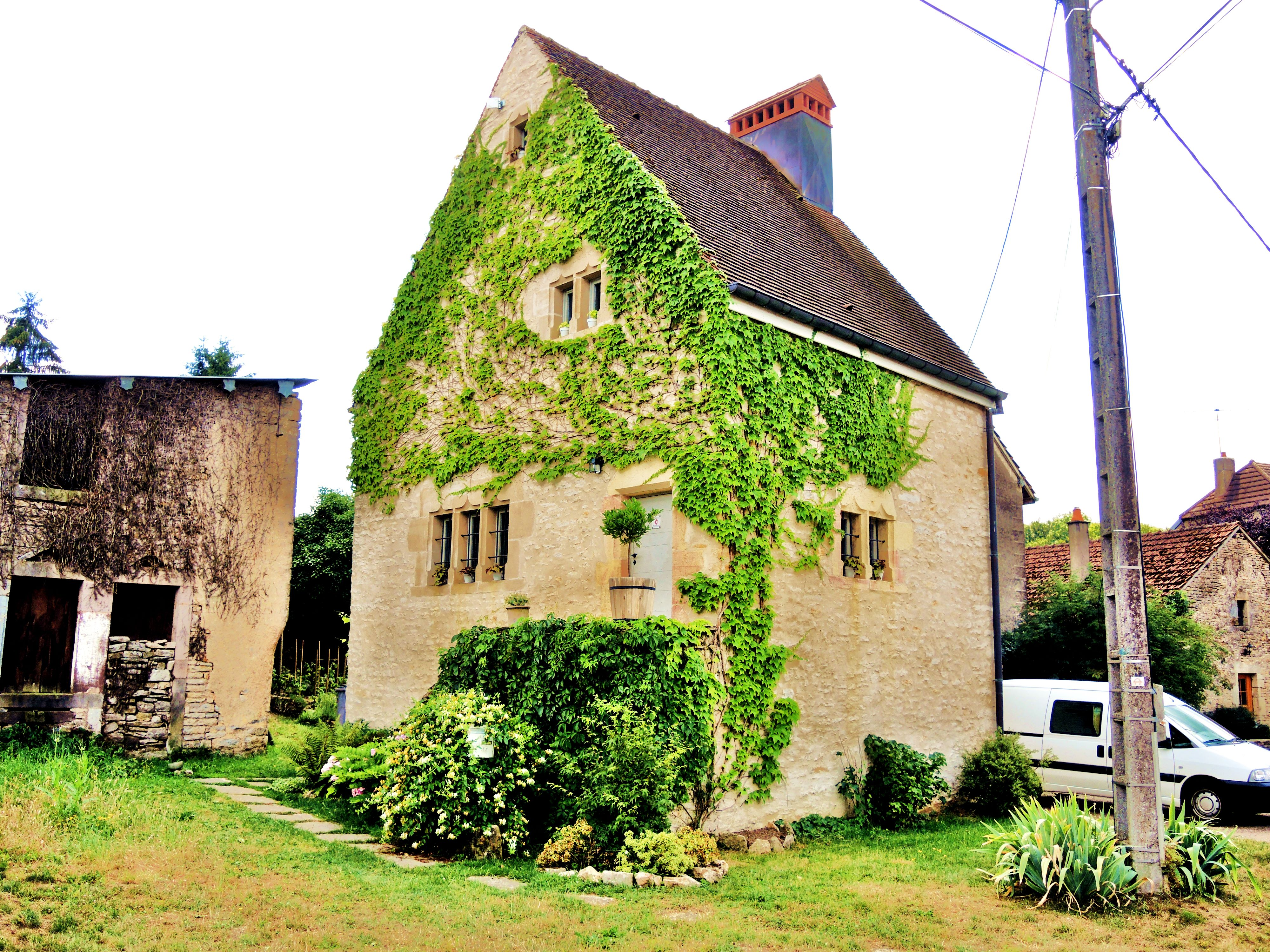
Maison ancienne.

Construite au milieu du XIXe siècle en deux temps, sur une place aplanie par les habitants de l'époque, elle dispose d'un clocheton élevé en 1900, couvert en ardoise (originellement en "écaille de poisson"), et surmonté d'un magnifique coq. Elle a abrité l'école communale jusque dans les années 1960.

#### Les maisons anciennes
Le village est constitué de plusieurs maisons anciennes, datant de la fin du XVe au XIXe siècle. En 2002, l'une d'elles a reçu pour sa restauration le premier label délivré par la fondation du Patrimoine en Franche-Comté. L'ancien four banal, transformé en habitation, a été construit en 1687 parallèlement au second colombier.

#### Les fontaines et les puits
Il demeure trois fontaines dans le village: la grande Fontaine du Centre, du XIXe siècle, bâtie en grès de différentes couleurs et remise en eau en 2016 par le biais d'une souscription, la Fontaine de la Perrotte, datant de 1882, construite en grès rose et malheureusement ruinée, et la Fontaine du Bas, en fonte, installée en 1902 et toujours en eau aujourd'hui. Un puits de marque Dragor sur la place du village, a été installé en 1932 à proximité de la mairie.

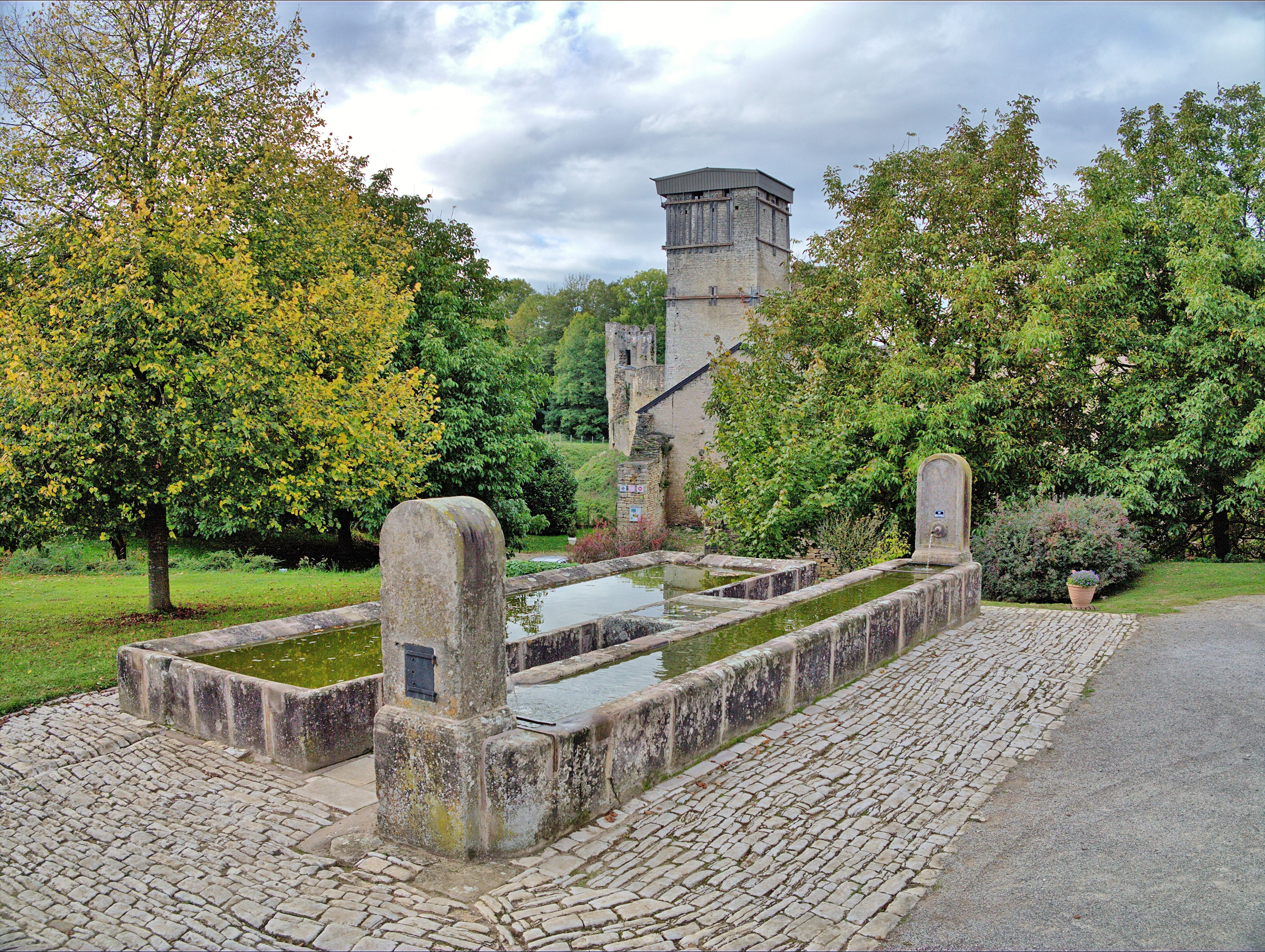
La fontaine-lavoir-abreuvoir.
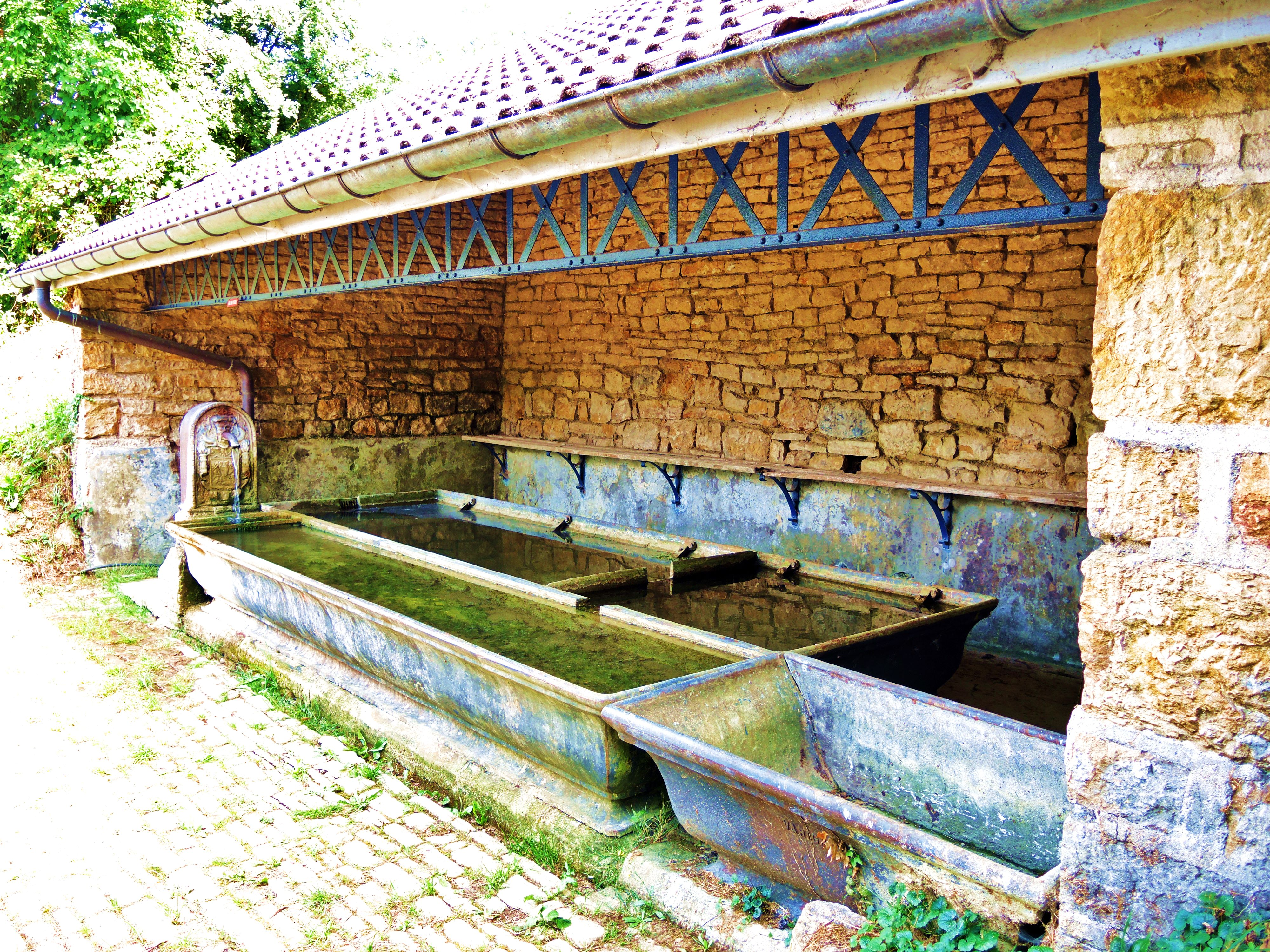
Fontaine du bas.
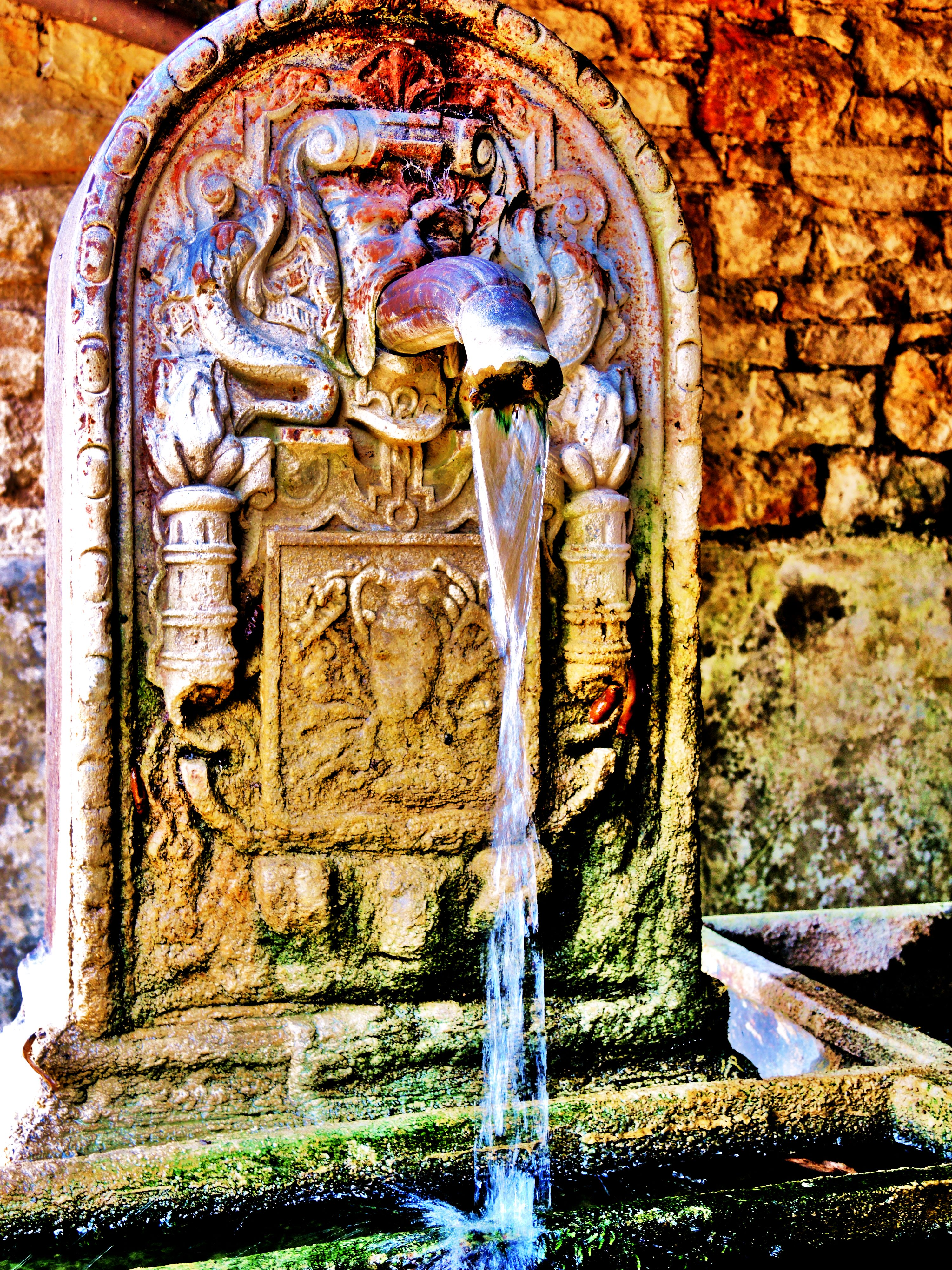
Détail.
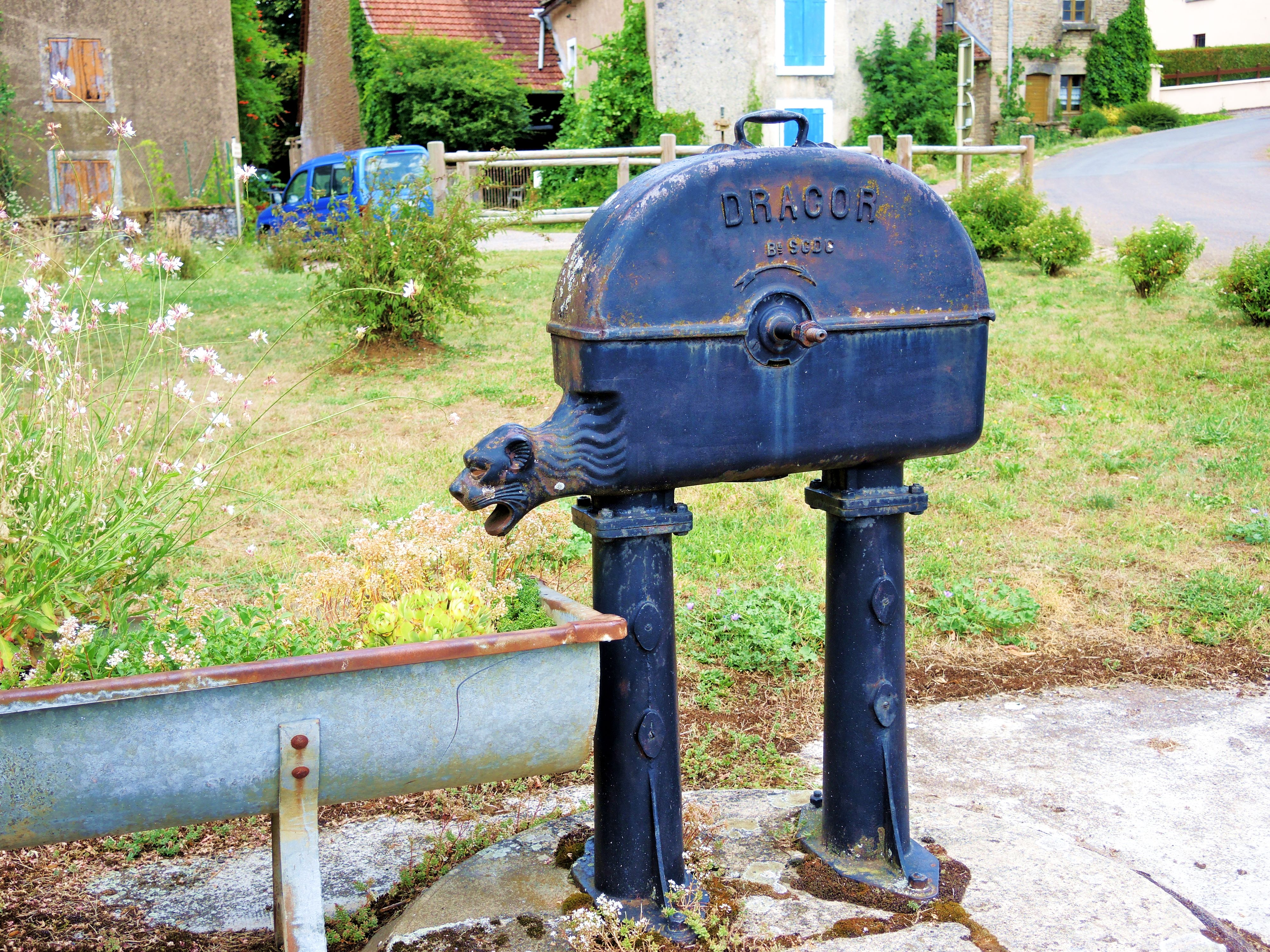
Le puits Dragor de la fontaine devant la mairie.

#### Les calvaires

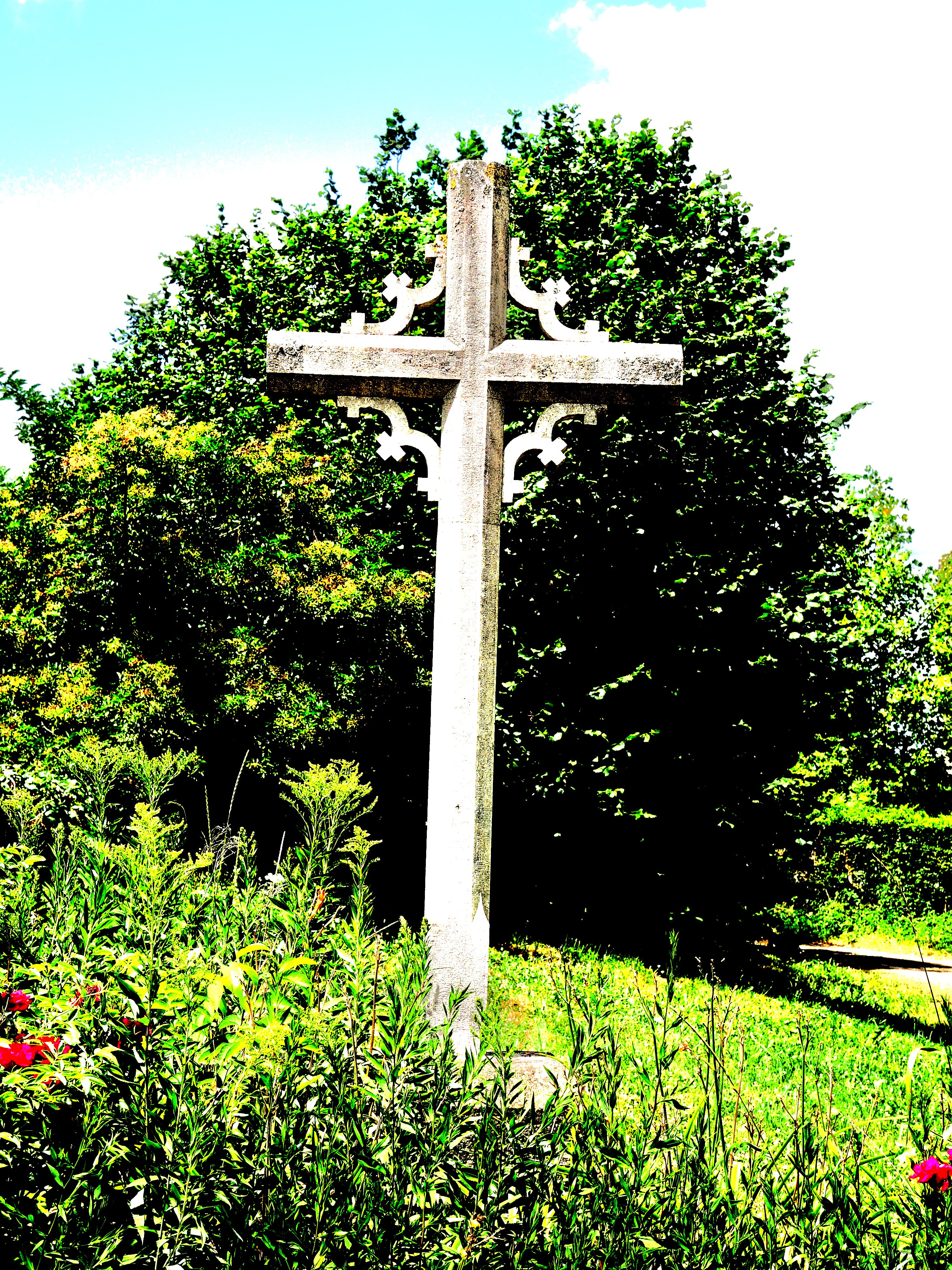
Grande croix du centre.

Sur une base chanfreinée datant probablement du XVIe siècle, la grande croix du centre a été refaite en pierre en 2009, en remplacement et sur le modèle de la croix précédente en bois. La croix de la Perrière, en fer forgé, a vu sa base octogonale de pierre refaite en 2010. Cette même année, la croix du Mont actuelle a remplacé une simple croix de bois. Les trois calvaires ont été restaurés en 2009 et 2010.

### Personnalités liées à la commune

Armes de la famille d'Oricourt.

- Famille d'Oricourt, qui portait pour armes : « D'argent à trois jumelles de gueules » et avait pour devise « Ancré d'Oricourt »[34].